# Паласіос-де-Года
Паласіос-де-Года (ісп. Palacios de Goda) — муніципалітет в Іспанії, у складі автономної спільноти Кастилія-і-Леон, у провінції Авіла. Населення — 449 осіб (2010).
Муніципалітет розташований на відстані близько 120 км на північний захід від Мадрида, 50 км на північ від Авіли.
На території муніципалітету розташовані такі населені пункти: (дані про населення за 2010 рік)
- Паласіос-де-Года: 373 особи
- Торнадісос-де-Аревало: 76 осіб

## Демографія
Динаміка населення (INE ):